# Just Dance 2018
Just Dance 2018 — танцювальна ритмічна гра, розроблена компанією Ubisoft. Була анонсована 12 червня 2017, в ході Е3, і була випущена 24 жовтня 2017 року для консолей PlayStation 3, PlayStation 4, і Xbox 360, Xbox One, приставок Wii, Wii U, і Nintendo Switch.